# Grote Scheldeprijs 1959
Il Grote Scheldeprijs 1959, quarantacinquesima edizione della corsa, si svolse il 28 luglio per un percorso con partenza ed arrivo a Schoten. Fu vinto dal belga Willy Butzen della squadra Flandria-Dr. Mann davanti ai connazionali Lucien De Munster e Jozef Van Bael.

## Ordine d'arrivo (Top 10)
| Pos. | Corridore            | Squadra                  | Tempo |
| ---- | -------------------- | ------------------------ | ----- |
| 1    | Willy Butzen         | Flandria-Dr. Mann        |       |
| 2    | Lucien De Munster    | Flandria-Dr. Mann        |       |
| 3    | Jozef Van Bael       | Libertas-Eura Drinks     |       |
| 4    | Jan van Vliet        | Eroba-Vredestein         |       |
| 5    | Rik Van Looy         | Faema-Guerra             |       |
| 6    | Paul Borremans       |                          |       |
| 7    | Gerrit Voorting      | Locomotief-Vredestein    |       |
| 8    | Gentiel Saelens      | Flandria-Dr. Mann        |       |
| 9    | Rik Luyten           | Ghigi-Ganna              |       |
| 10   | Edward De Boitselier | Groene Leeuw-Sinalco-SAS |       |